# 1061 w polityce

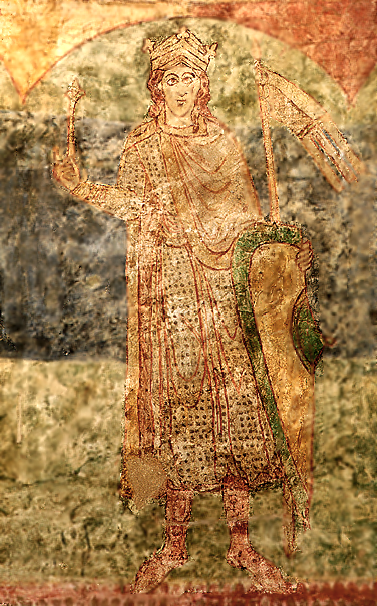
Wratysław II, książę i pierwszy król czeski od 1085

Wydarzenia polityczne w 1061 roku.

## Wydarzenia
- Wratysław II obejmuje władzę w Czechach[1].

## Zmarli
- 28 stycznia Spitygniew II, książę czeski[1].
- Izaak I Komnen, cesarz bizantyjski[2].